# سنویتا (آریزنا)
سنویتا (به انگلیسی: Sonoita) یک منطقهٔ مسکونی در ایالات متحده آمریکا است که در شهرستان سانتا کروز، آریزونا واقع شده‌است. سنویتا ۲۷٫۳۴ کیلومتر مربع مساحت و ۱۴٬۲۸۷ نفر جمعیت دارد و ۱٬۴۸۹ متر بالاتر از سطح دریا واقع شده‌است.